# Philomedes dentata
Philomedes dentata är en kräftdjursart som beskrevs av Poulsen 1962. Philomedes dentata ingår i släktet Philomedes och familjen Philomedidae. Inga underarter finns listade i Catalogue of Life.